# کوه‌های اورال در برنامه‌ریزی نازی‌ها

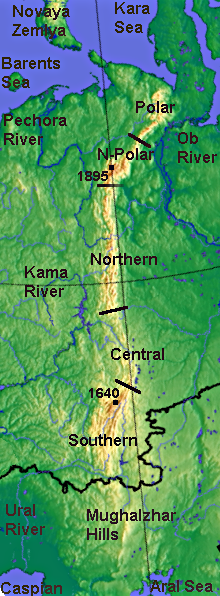

کوه‌های اورال در برنامه‌ریزی نازی‌ها (انگلیسی: Ural Mountains in Nazi planning) کوه‌های اورال نقش برجسته ای در برنامه‌ریزی نازی‌ها داشتند. آدولف هیتلر و بقیه رهبری آلمان نازی به این کوه‌ها به عنوان یک هدف استراتژیک رایش سوم برای دنبال کردن یک پیروزی قاطع در جبهه شرقی علیه اتحاد جماهیر شوروی سوسیالیستی اشاره‌های زیادی کردند.